# Gornja Toponica (Crveni krst)
Pour les articles homonymes, voir Gornja Toponica.
Gornja Toponica (en serbe cyrillique : Горња Топоница) est une localité de Serbie située dans la municipalité de Crveni krst et sur le territoire de la ville de Niš, district de Nišava. Au recensement de 2011, elle comptait 1 073 habitants.
Gornja Toponica est officiellement classée parmi les villages de Serbie.

## Démographie

### Évolution historique de la population
| 1948 | 1953  | 1961 | 1971  | 1981  | 1991  | 2002  | 2011  |
| ---- | ----- | ---- | ----- | ----- | ----- | ----- | ----- |
| 484  | 1 397 | 742  | 2 081 | 1 534 | 1 311 | 1 550 | 1 073 |

|  |